# Hakop Hakopian (piłkarz)
Hakop Hakopian (orm. Հակոբ Հակոբյան, ur. 29 marca 1997 w Achalkalaki) - ormiański piłkarz grający na pozycji pomocnika w ormiańskim klubie Urartu Erywań oraz reprezentant Armenii.

## Kariera klubowa
Hakop Hakopian jest wychowankiem klubu Urartu Erywań (dawniej Bananc Erywań). W klubie tym występuje do dzisiaj. Z klubem tym zdobył Mistrzostwo Armenii (sezon 2013/2014) oraz Puchar Armenii (sezon 2015/2016).

## Kariera reprezentacyjna
Reprezentował Armenię w różnych kategoriach wiekowych. W seniorskiej reprezentacji Armenii zadebiutował 18 listopada 2020 roku w Nikozji w wygranym 1:0 meczu z Macedonią Północną w ramach Ligi Narodów (2020/2021).